# Biantoncopus fuscus
Genre
Espèce
Biantoncopus fuscus, unique représentant du genre Biantoncopus, est une espèce d'opilions laniatores de la famille des Sandokanidae.

## Distribution
Cette espèce est endémique de Leyte aux Philippines. Elle se rencontre vers le lac Danao et Visca.

## Description
Le mâle holotype mesure 2,48 mm et la femelle paratype 2,60 mm.

## Publication originale
- Martens & Schwendinger, 1998 : « A taxonomic revision of the family Oncopodidae I. New genera and new species of Gnomulus Thorell (Opiliones, Laniatores). » Revue Suisse de Zoologie, vol. 105, no 3, p. 499–555 (texte intégral).